# 今枝恒明
今枝 恒明（いまえだ つねあき、元禄13年10月15日（1700年11月25日） - 宝暦2年（1752年））は、江戸時代前期から中期にかけての武士。加賀藩若年寄。

## 経歴
父は岡山藩家老日置忠明。母は側室。養父は加賀藩家老今枝直方。正室は前田知久の娘。子は津田要人。幼名は新之助。通称は八郎左衛門、主水。
元禄13年（1700年）10月15日、岡山藩家老日置忠明の五男として岡山に誕生する。正徳4年（1714年）、叔父の加賀藩家老今枝直方の養子となり、八郎左衛門と名乗る。享保8年（1723年）、江戸に下向する。養父の知行とは別に1000石を賜り、通称を主水と改める。享保9年（1724年）、若年寄を命じられる。享保13年（1728年）、酒色に溺れ役儀を疎かにしたため若年寄を罷免される。養父直方は、恒明を別宅に押し込め廃嫡した。改めて、姪孫である前田修理知久の次男の直道が直方の養子となって家督を継いだ。
なお、元禄16年（1703年）に養父の直方一行が能登を訪れた際の紀行文が『能北日記』として残っており、著者は不明であるが、一行の者とみられており養子の恒明とする説もある。